# Valdomiro Koubetch
Valdomiro Koubetch OSBM (ur. 27 marca 1953) – brazylijski duchowny greckokatolicki, ordynariusz archieparchii św. Jana Chrzciciela w Kurytybie (do 2014 eparchii) od 2006.

## Życiorys
Święcenia kapłańskie uzyskał 6 grudnia 1981 w zgromadzeniu Bazylianów Świętego Jozafata. Studiował na rzymskim Anselmianum oraz na papieskim uniwersytecie w Rio de Janeiro. Pracował m.in. jako rektor zakonnego seminarium, a także jako wykładowca w klaretyńskiej uczelni w Kurytybie.
10 grudnia 2003 został mianowany koadiutorem kurytybskiej eparchii św. Jana Chrzciciela. Chirotonii biskupiej udzielił mu 21 marca 2004 kard. Lubomir Huzar. 13 grudnia 2006 objął rządy w diecezji, zaś 12 maja 2014 w związku z ustanowieniem w Kurytybie archieparchii został jej pierwszym zwierzchnikiem.